# Chaetonotus similis
Chaetonotus similis is een buikharige uit de familie Chaetonotidae. De wetenschappelijke naam van de soort werd in 1889 voor het eerst geldig gepubliceerd door Zelinka. De soort wordt in het ondergeslacht Chaetonotus geplaatst.